# CANAAN Inspired album
『CANAAN Inspired album（カナン インスパイアド・アルバム）』は、テレビアニメ『CANAAN』のイメージソングが収録されたアルバム。主要キャラクターのイメージソングをはじめ、本編主題歌やBGMのリミックス楽曲などが収録されている。ボーカルは本編でそれぞれオープニング主題歌とエンディング主題歌でボーカルを務めた飛蘭とAnnabel。

## 収録曲
1. mind as Judgment 〜ballad〜 [5:14]
歌：飛蘭
作詞：畑亜貴　作曲：上松範康　編曲：虹音
本編オープニング主題歌『mind as Judgment』バラードリミックス。
2. キボウノチ [4:53]
歌：Annabel
作詞：Annabel　作曲：七瀬光　編曲：myu
本編BGMメインテーマのリミックス楽曲。
3. MY REAL [4:30]
歌：飛蘭
作詞：yozuca*　作曲：七瀬光　編曲：中西亮輔
「カナンの戦い」　本編BGMメインテーマのリミックス楽曲。
4. synesthesia [6:59]
歌：Annabel
作詞：Annabel　作曲／編曲：myu
「カナンのテーマ」
5. 飛翔の刻 [4:58]
歌：飛蘭
作詞：yozuca*　作曲／編曲：藤間仁
「アルファルドのテーマ」
6. 柔らかな光の中で [4:48]
歌：Annabel
作詞：Annabel　作曲／編曲：myu
「マリアのテーマ」
7. Day of the fate [4:08]
歌：飛蘭
作詞：yozuca*　作曲／編曲：中山真斗
「カナンVSアルファルドのテーマ」
8. 愛の詞 [5:21]
歌：Annabel
作詞：Annabel　作曲／編曲：myu
「ハッコーのテーマ」
9. 希望の空 [4:59]
歌：飛蘭
作詞：yozuca*　作曲：中山真斗　編曲：鈴木マサキ
「シャムのテーマ」
10. 上海日和 [3:52]
歌：Annabel
作詞：Annabel 作曲／編曲：myu
「ユンユンのテーマ」